# 為你而亡
為你而亡是加拿大創作歌手威肯的一首歌曲，收錄在他的第三張錄音室專輯《星聞人物》中。
這首歌最初取得了一定的成功，在美國告示牌百強單曲榜上達到了頂峰。 2022年，由於線上社交媒體應用程式抖音，這首歌再次流行起來。2023年，威肯發布與歌手雅瑞安娜·格蘭德的混音版本。

## 音樂錄影帶
2021 年 11 月 25 日，為慶祝發行《星聞人物》五週年，威肯驚喜發行了由Christian Breslauer執導的《Die for You》音樂錄影帶。
影片向科幻恐怖電視劇《怪奇物語》和科幻電影《ET》致敬。

## 混音版本
與美國歌手雅瑞安娜·格蘭德合作的《Die for You》混音版於 2023 年 2 月 24 日發布，附帶的歌詞影片上傳到 YouTube。這首歌標誌著威肯和格蘭德繼《Love Me Harder》（2014 年）、《Off the Table 》（2020 年）和《不再落淚》混音版（2021 年）之後的第四次合作，後來收錄在《星聞人物》豪華版中。

## 資料來源
1. ↑  . 台灣環球音樂. 2016-12-16  [2024-09-16]. （原始内容存档于2024-09-16） （中文（繁體））.
2. ↑  . 正东音像制品贸易（上海）有限公司.   [2024-07-05]. （原始内容存档于2024-07-05） （中文（简体））.